# Hylaeus bothros
Hylaeus bothros là một loài Hymenoptera trong họ Colletidae. Loài này được Schrottky mô tả khoa học năm 1910.